# Feriados no Azerbaijão
Feriados do Azerbaijão:
| Data             | Nome em azeri                             | Nome em português                              | Observações                                                                                |
| ---------------- | ----------------------------------------- | ---------------------------------------------- | ------------------------------------------------------------------------------------------ |
| 1 de janeiro     | Yeni İl                                   | Ano-Novo                                       |                                                                                            |
| 8 de março       | Qadınlar günü                             | Dia Internacional da Mulher                    |                                                                                            |
| 20 - 21 de março | Novruz bayramı                            | Noruz                                          | Antigo Ano Novo tradicional.                                                               |
| 9 de maio        | Qələbə günü                               | Dia da Vitória                                 | Aniversário da Capitulação da Alemanha na Segunda Guerra Mundial.                          |
| 28 de maio       | Respublika günü                           | Dia da República                               | Aniversário da proclamação da República Democrática do Azerbaijão em 1918.                 |
| 15 de junho      | Milli Qurtuluş günü                       | Dia da Salvação Nacional                       |                                                                                            |
| 26 de junho      | Azərbaycan Silahlı Qüvvələr günü          | Dia das Forças Armadas do Azerbaijão           | Aniversário da Fundação das Forças Armadas da República Democrática do Azerbaijão em 1918. |
| 18 de outubro    | Müstəqillik günü                          | Dia da Independência                           | Aniversário da Independência do Azerbaijão.                                                |
| 12 de novembro   | Konstitusiya günü                         | Dia da Constituição                            | Adoção da Constituição do Azerbaijão em 1995.                                              |
| 17 de novembro   | Milli Dirçəliş günü                       | Dia da Renovação Nacional                      |                                                                                            |
| 31 de dezembro   | Dünya Azərbaycanlılarının Həmrəyliyi günü | Dia da Solidariedade dos Azerbaijanos do Mundo |                                                                                            |